# Rosalyn Sphinx
Rosalyn Sphinx (San Luis, Misuri; 19 de julio de 1999) es una actriz pornográfica y modelo erótica estadounidense.

## Biografía
Natural del estado de Misuri, nació en julio de 1999. Tras terminar el instituto se inscribió a una universidad comunitaria para iniciar estudios de diseño gráfico. Contactada por un productor a través de la red de Instagram, debutó en la industria pornográfica como actriz en abril de 2018, con 19 años, grabando su primera escena para ATK.
Medio año después de entrar en la industria, firmó como representada por la agencia de talentos Society 15, entonces dirigida por Kendra Lust. Revocó dicho contrato meses después, firmando uno nuevo con Hussie Models en agosto de 2019.
Grabó su primera escena de sexo anal en octubre de 2019 debutando con la productora PervCity.
Como actriz, ha trabajado con estudios como AMK Empire, Evil Angel, Bangbros, Mofos, Digital Sin, 3rd Degree, Lethal Hardcore, Kink.com, Brazzers, Burning Angel, Girlfriends Films, Girlsway, Reality Kings o New Sensations, entre otros.
En 2019 recibió sus primeras nominaciones en el circuito profesional de la industria, destacando por conseguir el reconocimiento en los Premios AVN en la categoría de Mejor escena de sexo en realidad virtual por Taming the Sphinx y en los Premios XBIZ, donde fue nominada a la Mejor escena de sexo en película de todo sexo por Mad Sensation.
En 2020 fue nominada en los Premios XBIZ en la categoría de Mejor actriz revelación.
Hasta la actualidad ha rodado más de 190 películas como actriz.

## Premios y nominaciones
| Año  | Ceremonia         | Resultado | Premio                                        | Trabajo           |
| ---- | ----------------- | --------- | --------------------------------------------- | ----------------- |
| 2019 | Nightmoves        | Nominada  | Mejor nueva estrella                          | —                 |
| 2019 | Premios AVN       | Nominada  | Mejor escena de sexo en realidad virtual      | Taming the Sphinx |
| 2019 | Premios XBIZ      | Nominada  | Mejor escena de sexo en película de todo sexo | Mad Sensation     |
| 2020 | Premios AVN       | Nominada  | Premio fan: Culo más épico                    | —                 |
| 2020 | Premios XBIZ      | Nominada  | Mejor actriz revelación                       | —                 |
| 2020 | Spank Bank Awards | Nominada  | Countess of Contortionism                     | —                 |
| 2020 | Spank Bank Awards | Nominada  | Empress of Nipple Paradise                    | —                 |